# Скарабеј
Скарабеј, балегар или света буба је најпознатија староегипатска амајлија. Симбол је сунца, душе, ускрснућа и плодности. Инсект балегар котрља лопту насталу од комада балеге узбрдо исто као што се веровало да бог Кепри (бог излазећег сунца) котрља сунце преко неба. Свакога дана сунце залази, да би сутрадан поново изашло. Тако је скарабеј постао египатски симбол поновног рађања. Египћани су правили амајлије са симболом скарабеја да би свом носиоцу пружили моћ „вечног обнављања живота”. Такође су мумије испод својих завоја имале скарабеј постављен у нивоу груди са циљем да се покојнику обезбеди поновно рађање на оном свету.